# Milk and Toast and Honey
«Milk and Toast and Honey» (с англ. — «Молоко и тосты с мёдом») — песня шведского поп-дуэта Roxette, выпущенная 16 сентября 2001 года в качестве третьего и последнего сингла с их седьмого студийного альбома Room Service. Песня была хорошо принята в португалоговорящих странах, став самым высокооплачиваемым синглом в португальском и бразильском чарте Airplay.

## Композиция
Песня была написана Пером Гессле, который рассказал, что мелодия буквально застряла у него в голове на шесть месяцев, прежде чем записать демо в своей студии звукозаписи Tits & Ass в Хальмстаде.
Мари Фредрикссон позже призналась, что старалась появляться в студии звукозаписи как можно реже во время записи альбома Room Service. Она говорила, что потеряла всякое желание работать в Roxette, прежде всего в результате напряженности, созданной сопродюсером, Майклом Ильбертом, во время записи студийного альбома Have a Nice Day в 1999 году, объяснив:
Я оказалась под ногтем Ильберта. Он общался только с Пэром и Кларенсом Эверманом. Он жаловался всем, что у меня слабый голос, что мне нужно перезаписать вокал и что мои песни недостаточно хороши. Он критиковал меня до тех пор, пока я не начала плакать. Я потеряла всякую уверенность в себе и больше не чувствовала себя счастливой в Roxette.
Сингл был выпущен в Европе и Австралии, и являлся единственным синглом с альбома Room Service, который был выпущен в Великобритании. Он показал хорошие результаты в нескольких европейских чартах, достигнув 21-го места и проведя 14 недель в чарте Sverigetopplistan. Сингл показал лучшие результаты в швейцарском хит-параде, достигнув пика на 29-м месте и проведя 17 недель в чарте, что сделало его самым долгоиграющим синглом в чартах этой страны со времен «Sleeping in My Car» в 1994 году.
Сингл стал хитом в различных испано- и португалоговорящих странах. Он достиг пика на пятом месте в португальском чарте синглов, а также хорошо зарекомендовал себя в Испании, достигнув 18-го места в их чарте Airplay и 29-го места в национальном чарте продаж. «Milk and Toast and Honey» был главным хитом Airplay в некоторых частях Южной Америки, занявший первое место в двадцатке бразильских чартов Airplay, и четвертое место в бразильском чарте синглов.

## Чарты
| Чарт (2001)                                | Место в чарте |
| ------------------------------------------ | ------------- |
| Бельгия/Фландрия (Ultratop 50)             | 49            |
| Бельгия/Валлония (Ultratip Bubbling Under) | 8             |
| Brazil (ABPD)                              | 4             |
| Brazilian Airplay (Pro-Música Brasil)      | 17            |
| European Hot 100 (Billboard)               | 76            |
| Германия (GfK)                             | 54            |
| Нидерланды (Single Top 100)                | 80            |
| Poland (Polish Airplay Charts)             | 23            |
| Portugal (Portuguese Singles Chart)        | 5             |
| Romania (Romanian Top 100)                 | 6             |
| Spain (AFYVE)                              | 29            |
| Spanish Airplay (AFYVE)                    | 18            |
| Швеция (Sverigetopplistan)                 | 21            |
| Швейцария (Schweizer Hitparade)            | 29            |
| Великобритания (OCC UK Singles)            | 89            |

| Чарт (2001)                         | Место в чарте |
| ----------------------------------- | ------------- |
| Romanian Singles (Romanian Top 100) | 42            |